# Āratī (nome)
Āratī (in devanagari: आरती, traslitterato anche come Aarti, Arati o Arti) è un nome proprio di persona hindī e marathi femminile.

## Origine e diffusione
Deriva dal nome del rituale induista dell'āratī in cui vengono offerte lampade o candele a varie divinità; etimologicamente, deriva dal sanscrito आरात्रिक (ārātrika).

## Onomastico
È un nome adespoto, cioè privo di santo patrono; l'onomastico può essere festeggiato il 1º novembre, per la ricorrenza di Ognissanti.

## Persone
Aarti Mann, attrice statunitense